# Miro
Miro také Mir či Mirio (latinsky Mirus) (6. století? - 583) byl svébským králem Galicie od roku 570 až do své smrti v roce 583. Jeho vláda byla poznamenána pokusy navázat spojenectví s jinými národy vyznávající chalcedonskou víru s cílem prověřit moc Vizigótů pod vedením krále Leovigilda, kteří byli ariánského vyznání. I když za jeho vlády byly navázány vztahy s Franskou i Byzantskou říší a království dosáhlo svého největšího rozmachu, po jeho smrti království během následujících tří let zaniklo.
Miro během své vlády udržoval dobré vztahy s církví. V roce 572 svolal druhý koncil v Braze, doplňující radu k prvnímu koncilu z roku 561. Na základě neexistence signatáře za diecézi Dumio v koncilních aktech bylo navrženo, aby signatáře zastupoval sám Miro.
Kromě toho také udržoval „důvěrné a přátelské“ vztahy s Martinem z Dumia, arcibiskupem z Bragy a metropolitou Galicie. Martinovo hlavní dílo, Formula Vitae Honestae, je věnováno králi Mirovi a pravděpodobně mu je také adresováno Exhortatio Humilitatis, vytištěné mezi díly Martina z Dumia.
Ve stejném roce ve kterém se konal koncil v Braze, Miro vedl výpravu proti pravděpodobně baskickému kmeni Rucconů z Kantábrie, se záměrem rozšířit své království. V roce 573 si naproti tomu vizigótský král Leovigild podmanil území „Sabarie", mezi Zamorou a Salamancou s pravděpodobným záměrem zabránit Mirovi v další expanzi, přičemž v roce 574 připojil Kantábrii ke svému království. Miro v reakci na to vyslal posly ke Guntramovi, franskému králi Burgundska, kteří měli vyjednat spojenectví se Svéby, ale byli zadrženi vojsky Leovigildova spojence, Chilpericha I., franského krále Neustrie.
V roce 575 Leovigild vtrhl do „Aregenských hor“ poblíž Ourense a zajal „vládce regionu spolu s jeho manželkou, dětmi a bohatstvím, čímž v regionu převzal moc.“ Vládcem regionu byl Aspidius, patrně hispánsko-římský vlastník půdy, který se postavil na stranu Svébů. Následující rok 576 Leovigild znovu pochodoval k jižní hranici Galicie při řece Douro, přičemž znovu ohrožoval království Svébů, dokonce založil město Villa Gothorum nedaleko Zamory. Miro ho zažaloval a na krátkou dobu území získal zpět. V roce 580 se Miro snažil podporovat Leovigildova katolického syna Hermenegilda ve vzpouře.
Události kolem Mirovy smrti se podle dochovaných zdrojů rozcházejí. Podle Řehoře z Tours v roce 583 vedl Miro armádu, aby zahájil obléhání Sevilly obsazené Leovigildem, ale nakonec se vrátil do Galicie, kde krátce poté zemřel, údajně na následky špatného vzduchu a požití zkažené vody v Hispanii Baetica. Oproti tomu dva iberijští kronikáři, Jan z Biclaru a Isidor ze Sevilly, uvádějí, že zemřel před Sevillou, když pomáhal Leovigildovi s obléháním města. Moderní historici upřednostňují záznamy Řehoře z Tours, které berou v úvahu Mirovo spojenectví s Franskou říší a také svébské nepřátelství k Vizigótům a jejich králi Leovigildovi.
Jeho nástupcem v Gallaccii se stal jeho dospívající syn Eborich. Po své smrti zde zanechal vdovu Sisegu(n)tii, která se provdala za Audeka, který později sesadil Eboricha z trůnu a ujal se vlády v Gallaccia Suevorum regnum.